# Снайпер (фильм, 1993)
«Снайпер» — боевик 1993 года с Томом Беренджером и Билли Зейном в роли американских снайперов, которые должны выполнить свою миссию в Панаме.

## Сюжет
Томас Бэккет (Беренджер) — опытный снайпер разведки корпуса морской пехоты США (FORECON) . После потери нескольких наблюдателей на боевых заданиях ему дают в напарники неопытного гражданского снайпера Ричарда Миллера (Зейн). Их цель — уничтожить генерала Мигеля Альвареса, возглавляющего повстанцев, финансируемых наркобароном Раулем Очоа.
Миллер — неопытный и слабохарактерный серебряный призёр Олимпийских игр из гражданских, он не имеет на своём счету ни одного убийства. По пути к месту стажировки вертолёт, в котором он находился, подвергается атаке партизана, вооружённого автоматом, который убивает троих из шести, сидевших в вертолёте. Миллер быстро собирает свою винтовку и наводит прицел на стрелка, но не может решиться спустить курок. К счастью, умирающий пулемётчик с вертолёта убивает партизана, несмотря на свои раны.
Когда Бэккет и Миллер высаживаются, между ними возникают разногласия из-за того, что Бэккет настаивает на отклонении от плана, который получил Миллер, но в основном из-за того, что Миллер (номинально — главный в команде) не имеет никакого опыта или способностей для операций в джунглях. Вскоре они сталкиваются с группой индейцев, которые соглашаются провести их мимо мятежных партизан в обмен на услугу. Они хотят, чтобы команда уничтожила Хирурга (исп. El Cirujano), мастера пыток, работающего с мятежниками и занесённого в список дополнительных целей.
Бэккет соглашается и сообщает Миллеру, что убийство поручается ему — генерал договорился о встрече с наркобароном, что даёт команде возможность убить обоих. Но Бэккет не уверен в надёжности Миллера. Миллер доказывает своё право, сознательно промахиваясь. Одного из индейцев убивает ответный огонь повстанцев, и они отказываются помогать команде в дальнейшем.
По пути команда находит лагерь, в котором обнаруживают труп своего связника-священника с характерным почерком пыток Хирурга.
Вскоре после этого главные герои обнаруживаются вооружённым СВД снайпером мятежников, который охотился на Бэккета, своего бывшего наставника. Бэккет использует Миллера как приманку, чтобы определить местонахождение вражеского снайпера, но убивает его до того, как Миллеру будет причинён хоть какой-либо вред. Из-за такого поступка Миллер впадает в ярость.
Команда достигает генеральской асьенды и занимает позиции. Пока они ожидают появления целей, Миллер находится на виду. Бэккет в рукопашной схватке убивает партизана, заметившего Миллера, в то время как сам Миллер стреляет и убивает наркобарона Очоа. Когда они встречаются, Бэккет настаивает на возвращении — им необходимо убить Альвареса. Миллер отказывается и в результате ссоры нападает на Бэккета. В ходе продолжительной «охоты» на Бэккета у Миллера заканчиваются патроны, и молодой снайпер приходит в себя. Бэккет прикрывает отход напарника, но его захватывают повстанцы. Перед пленом Бэккет успевает выбросить из патронника своей винтовки один из оставшихся патронов.
Следуя полученному приказу уничтожить Бэккета, если тот провалит задание, Миллер следует за ним к лагерю повстанцев, подобрав с земли выброшенный старшим сержантом единственный патрон. Внутри он застаёт генерала и убивает его ножом, потом видит своего напарника, которого в этот момент пытает Хирург, перерезая сухожилия указательного пальца петлёй из проволоки Бэккету. Он наводит прицел на снайпера. Бэккет это замечает и просит Миллера убить обоих одним выстрелом. Но вместо этого Миллер убивает Хирурга и освобождает Бэккета. Команда добирается до точки эвакуации и покидает джунгли, при этом Бэккет из пистолета Хирурга убивает одного из преследующих Миллера стрелков, тем самым спасая напарнику жизнь.

## В ролях
| Актёр                | Роль                      |
| -------------------- | ------------------------- |
| Том Беренджер        | Томас Бэккет              |
| Билли Зейн           | Ричард Миллер             |
| Джей Ти Уолш         | Честер Ван Дамм           |
| Аден Янг             | Даг Пэпич                 |
| Кен Редли            | Хирург (исп. El Cirujano) |
| Фредерик Мираглиотта | генерал Мигель Альварес   |

## Интересные факты
- Теглайн — «Один выстрел. Один труп. Без исключений» (англ. One Shot. One Kill. No Exceptions).
- После «Снайпера» было снято семь сиквелов — «Снайпер 2» в 2002 году, «Снайпер 3» в 2004, «Снайпер 4: Перезагрузка» в 2011, «Снайпер 5» в 2014, «Снайпер 6: Призрачный стрелок» в 2016 , «Снайпер: Идеальное убийство» в 2017 году и «Снайпер: Финал убийцы» в 2020.
- Первоначально снимать фильм должен был Барри Левинсон[2].
- В сцене, в которой главные герои прячутся от вражеского охотника на снайперов в водоёме, Бэккет сказал Миллеру: «Не вздумай мочиться, иначе черви заползут в тебя через [мочеспускательный канал]». По этому поводу можно предположить, что авторы имели в виду не червей, а рыбку под названием обычная ванделлия (она же усатая ванделлия, она же кандиру — лат. Vandellia cirrhosa) или рыбку tridensimilis brevis, имеющую сходное поведение.
- Бэккет по сценарию родился в штате Монтана, небольшом городке Бозмене.

### Оружие
- Бэккет — M40A1[3].
- Миллер — H&K SR9TC[2][4][5][6].
- Вражеский снайпер — СВД с несуществующей сеткой прицела[7].
- Хирург — LAR Grizzly.